# Steve Squyres

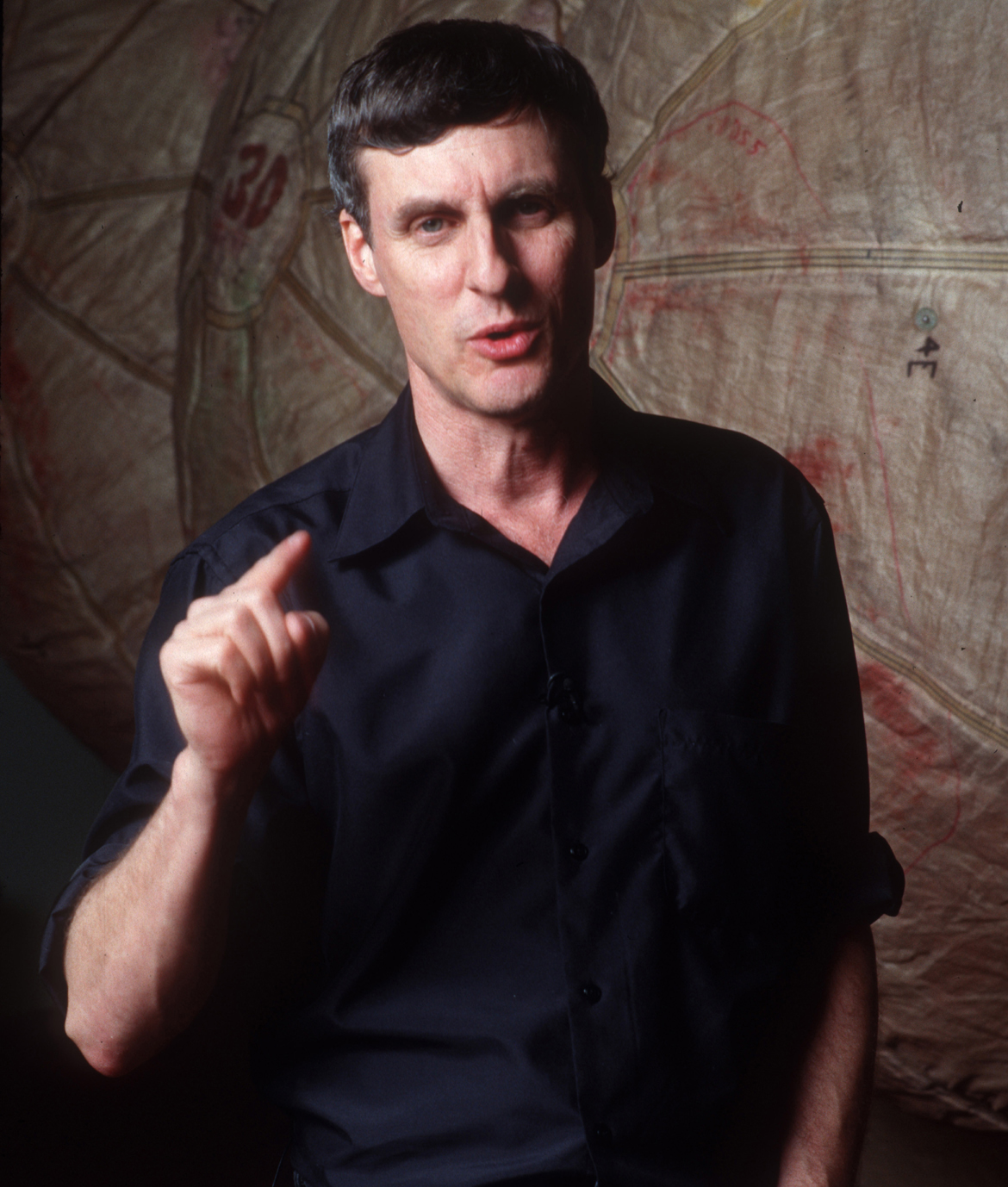
Steve Squyres

Steven W. Squyres (* 9. Januar 1956) ist emeritierter Professor für Astronomie der Cornell University in Ithaca im Bundesstaat New York (USA). Sein Forschungsgebiet ist Planetenforschung, mit dem Schwerpunkt auf die großen festen Körper im Sonnensystem, wie terrestrischen Planeten und die Monde der Gasriesen. Squyres ist Principal Investigator der Mars Exploration Rover Mission (MER). Er ist Bruder von Tim Squyres und ein ehemaliger Student des verstorbenen Carl Sagan.

## Ausbildung
Nach der Highschool erhielt er den Bachelor of Science in Geologie 1978 und 1982 den Doktor der Philosophie von der Cornell University. Er verbrachte fünf Jahre als Forscher am NASA Ames Research Center, bevor er 1987 zur Cornell University  zurückkehrte. Er erhielt 1987 den Harold-C.-Urey-Preis der American Astronomical Society. 2007 bekam er die Benjamin-Franklin-Medaille für Erd- und Umweltwissenschaften vom Franklin Institute.

## NASA
Squyres war an vielen Planetenmissionen der NASA beteiligt, unter anderem Voyager 1 und 2, Magellan und der NEAR Shoemaker. Zusätzlich zu seiner Arbeit an der MER-Mission ist er Co-Investigator der Missionen Mars Express und Mars Reconnaissance Orbiter. Er ist Mitglied im Team der Mars Odyssey und der Cassini-Huygens Mission. Squyres hat den Vorsitz im NASA Space Science Advisory Committee und ist Mitglied im NASA Advisory Council.
Vom 20.–26. Oktober 2011 gehörte er gemeinsam mit den Aquanauten Shannon Walker (Kommandant), Takuya Ōnishi (JAXA) und David Saint-Jacques (CSA) zur NASA-Unterseemission NEEMO-15.

## Medien
ABC News zeichnete Squyres als „Person of the Week“ am 9. Januar 2004 aus, nachdem die Raumsonde Spirit erfolgreich auf dem Mars gelandet war. Er erhielt 2005 den Wired Rave Award for Science vom Wired Magazine für die Konstruktion von Spirit und Opportunity, die schon damals das dreizehnfache ihrer geplanten Lebenszeit überstanden hatten.
Über die MER-Mission schrieb Steven Squyres das Buch Roving Mars : Spirit, Opportunity, and the Exploration of the Red Planet, das der IMAX-Produktion Roving Mars von Disney als Vorlage diente.

## Auszeichnungen und Ehrungen
- 2002 wurde der Asteroid (10044) Squyres nach ihm benannt.
- 2004 erhielt er den Carl Sagan Memorial Award und 2009 die Carl Sagan Medal for Excellence in Communication in Planetary Science.  Seit
- 2005 Mitglied der American Academy of Arts and Sciences.